# Atopsyche weibezahni
Atopsyche weibezahni is een schietmot uit de familie Hydrobiosidae. De soort komt voor in het Neotropisch gebied.